# Kistebrev

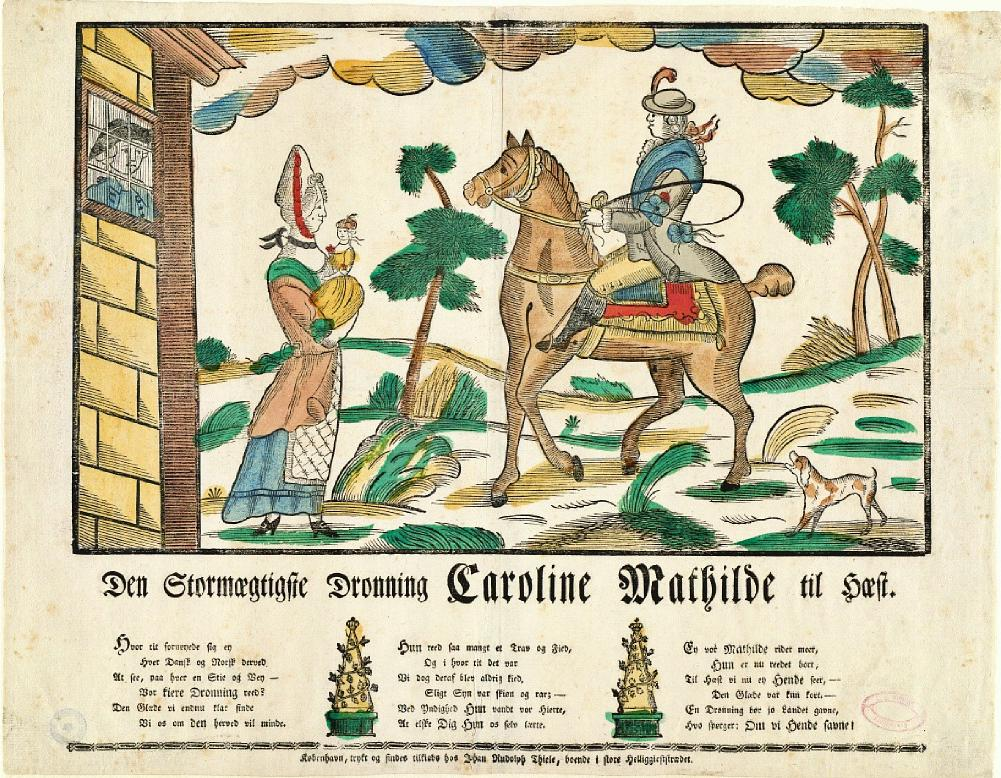
Danskt, handkolorerat, satiriskt kistebrev från 1770-talet av «Den Stormäktiga Drotting Caroline Mathilde till Häst», klädd som en man, och den danska kungens läkare Johann Friedrich Struensee i fängelse.

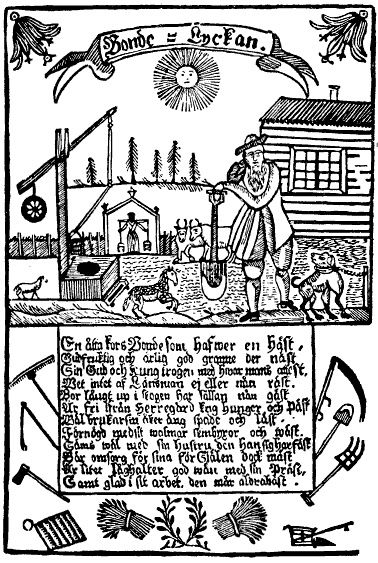
Ett kistbrev med titeln Bonde-Lyckan. Versen är troligen författad av greve Erik Lindschöld.

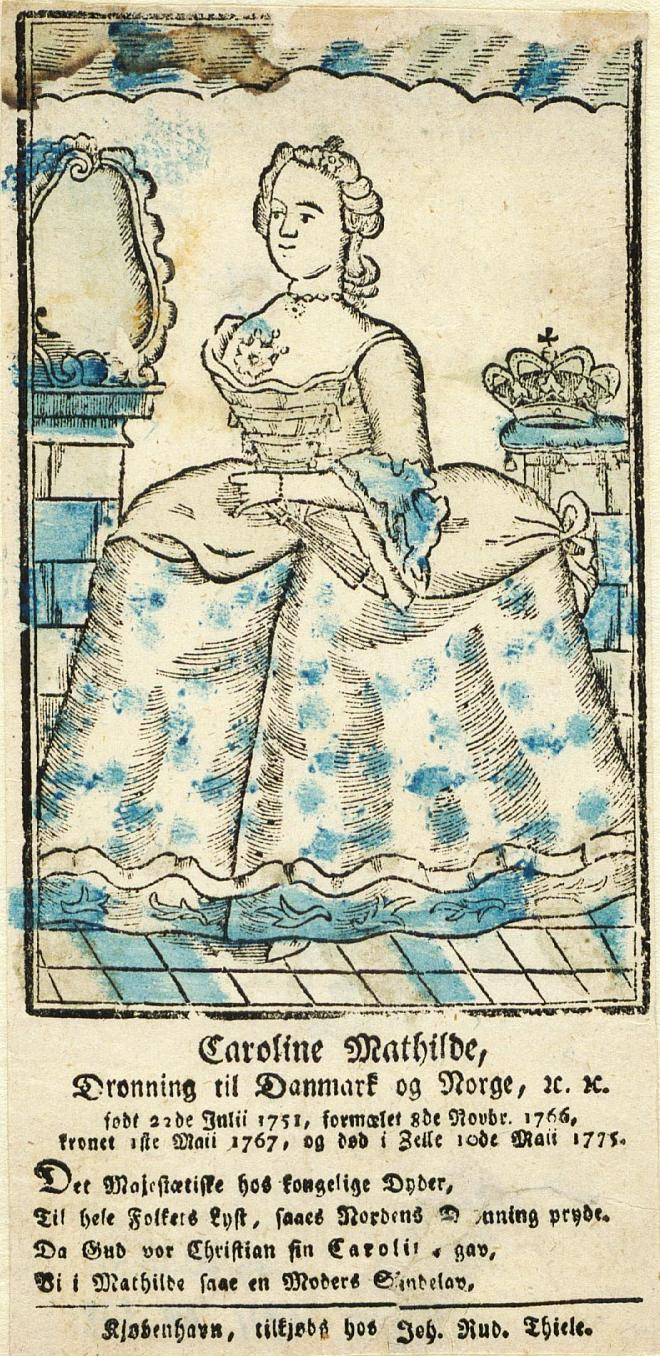
Caroline Mathilde av Danmark, kistebrev tryckt hos Johan Rudolph Thiele (1736-1815) i Köpenhamn.

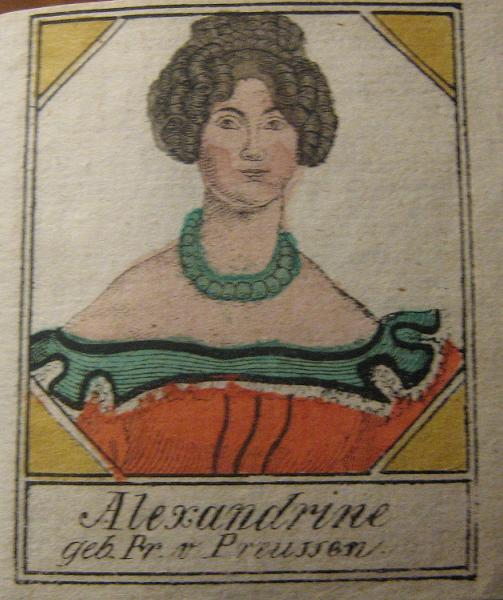
Handkolorerat träsnitt, tryckt av Gustav Kühn i Neureuppin, använt som illustration i en svensk almanacka, 1835.

Kistebrev (även julark, julbrev, julpapper eller kistbrev) var enkelt utförda och billiga ettbladstryck som satt fastlimmade under kistlocket eller användes som väggdekorationer. Kistebrev var mycket populära i Skandinavien från cirka 1700 till 1850. Under denna period massproducerades de för att brukas som dekoration, i folkbildnings-, propaganda- och underhållningssyfte för allmogen. Kistebreven var oftast svartvita träsnitt som handkolorerats. De bestod av en eller flera bilder med förklarande text på prosa eller vers. Motiven var gärna naivistiska, förenklade och dekorativa med ramomfattningar och ornament. De kunde skildra bibliska, historiska scener eller porträtt, och innehålla allegoriska, satiriska, äventyrliga, sedelärande eller vardagliga framställningar. Många av motiven från kistebreven är kända över hela Europa och kopierades och förvanskades för att passa de lokala förhållandena. Kistebrev var vanligast i Sverige och Danmark som hade en stor egenproduktion, men hade inte samma spridning i Norge.

## Beskrivning
Kistebrev var enkla och billiga, oftast färglagda träsnitt med ämnen av religiöst, historiskt eller skämtsamt allegoriskt innehåll. De var avsedda som prydnadsbilder på lockens insidor i allmogens klädkistor, men kunde också, sammanfästa i stora längder och uppsatta kring stugans väggar, bidra till höjandet av julhögtiden som vanliga tavlor eller för andra dekorativa ändamål. Namnet på bilderna har varierat med bruket, men kistebrev är den benämning som fått fäste i senare tid.
Kistebreven verkade tilltalande med sin gammaldags naiva och trohjärtade hållning samt sina ramomfattningar av stiliserade blomsterornament eller i streckmönster, ofta tillsammans med långa förklarande underskrifter på vers eller prosa. De hade en oerhörd spridning på svenska, danska landsbygden, och i viss mån även i Norge.

## Historia
Namnet kistebrev förekommer första gången i tryck 3 december 1847, då boktryckaren Johan Peter Lönegren utbjöd Träsnitts-taflor eller så kallade kistebref, 34 olika sorter till 24 à 28 sk. boken. I Danmark finns begreppet kistebillede belagt i tryck redan 1789.
Kistebreven har sitt ursprung i ettbladstryck från medeltiden. Redan på 1300-framställdes enkla tryck i träsnitt, avsedda för dekoration. Dessa var dock inte några folkliga alster eftersom papper var dyrbart. Träsnitt användes dock som teknik för tryckning av till exempel helgonbilder och åderlåtningstavlor. Redan ganska kort efter att kopparsticket uppfunnits på 1400-talet kom denna att bli den "finare" av de båda tryckteknikerna, och med 1600-talets alltmer utökade kopparsticksproduktion kom träsnitten att ytterligare förknippas med enkla bilder, tillverkade vid små verkstäder.
I sammanhanget kan nämnas att kopparstick användes som dekoration av kistinsidor redan på 1500-talet, exempel finns även från Sverige.[källa behövs] Det går också att hitta exempel på folklig användning av uttjänta, äldre kopparstick som kistebrev.
Ettbladstryck var vanliga i Tyskland på 1600-talet, det är dock oklart när de kommer till Sverige. Troligen skedde detta redan under 1600-talet, men den äldsta daterade bilden är tryckt i Stockholm 1718. En av de första verkligt stora tillverkarna var Petter Lorens Hoffbro (ca 1710-1759), verksam i Stockholm på 1740- och 1750-talet. Hans alster besjungs av Bellman i epistel 26:
Titta i taket! Jag lovar,
Kors, vad helgon, solar och sken.
Hoffbro vårt öga begåvar
Både med änglar och påvar.
Goliath själv, vill jag svärja,
Mot konung David slungar en sten.
Absalon tumlar av öket,
Kung Ahasverus i köket
Ligger mellan Esters två ben
Redan vid mitten av 1700-talet börjar dock populariteten för dessa kistebrev att minska i Mellansverige. Flera kistebrevstillverkare fortsatte dock sin produktion ännu en tid, såsom Carl Stolpe, Lars Wennberg och Johan Georg Lange i Stockholm, Ernst Petter Sundqvist i Gävle och Erik och Carl Hasselrot i Nyköping.
I stället är det i Sydsverige kistebrevens popularitet får en ny blomstring. 1745 startar Carl Gustaf Berling ett boktryckeri i Lund. Hans äldre bror Ernst Heinrich Berling hade redan på 1730-talet anlagt Det Berlingske Bogtrykkeri, och i Danmark fanns sedan länge en omfattande kistebrevsproduktion. Johan Jørgen Hopffner på Skindergade var vid mitten av 1700-talet en av de stora producenterna. En annan mycket populär kistebrevstillverkare var Thomas Larsen Borum (1726-1770), verksam 1756-1770, och det var hans stockar Berling valde att kopiera då han vid sitt tryckeri även började framställa kistebrev. Åtminstone år 1759 var hans produktion i gång.
Kistebreven blev mycket populära och Berling fick snart konkurrens. Immanuel Smitt i Göteborg tillverkade redan på 1760-talet kistebrev, 1781 övertogs hans verksamhet av Samuel Norberg som fortsatte kistebrevsproduktionen, ganska snart i konkurrens med en annan göteborgare, Lars Wahlström. Andra tillverkare under slutet av 1700-talet var G. Åberg i Karlskrona, Anders Thetzell i Växjö och Johan Petter Marquard i Jönköping.
I Lund övertogs Berlingska tryckeriets roll av Nils Petter Lundberg, som på 1830-talet börjande trycka kistebrev, till stora delar med hjälp av stockar inköpta från det Triblerska förlaget i Köpenhamn. Dessa stockar hade tidigare använts av den Köpenhamnske stortryckaren Johan Rudolph Thiele (1736-1815), och hade tidigare även brukats av Thomas Larsen Borup. 
Under 1800-talet blev Växjö huvudort för kistebrevstillverkningen. I Växjö övertogs Thetzells boktryckeri kort efter 1800 av svågern Sven Rask, och då denne dog 1819 drev hans änka rörelsen vidare. Från 1844 var Johan Peter Lönnegren innehavare av tryckeriet. Under perioden 1846-1849 tillverkade även boktryckaren Anders Gustav Deurell kistebrev i Jönköping. 
Främst av 1800-talstryckarna står dock Johan Petter Lundström, som 1806 övertagit Marquards tryckeri och sedan drev det fram till 1851, då det såldes till J. A. Björck. Även Johan Petter Lundströms bror Nils Erik Lundström drev ett framgångsrikt kistebrevstryckeri i Jönköping, vars tillverkning senare togs över av hans änka.
Redan i början av 1800-talet utgjorde de tyska träsnitten en hård konkurrent för de svenska kistebrevstillverkarna. Med uppfinningen av färglitografin kom tyska tryck från tryckerier främst i Neuruppin att översvämma den svenska marknaden. Även de svenska tryckerierna övergick från 1860-talet till färglitografier och kistebrevstillverkningen upphörde helt.

## Samlingar och forskning
Kistebrev finns i ansenlig mängd bevarade på Nordiska museet i Stockholm, som också har stockar avsedda för tryckning av kistebrev. I Kungliga biblioteket i samma stad finns omkring 900 kistebrev, och 200 i nytryck. Även Uppsala universitetsbibliotek har kistebrev i sina samlingar. 
En omfattande forskning rörande de svenska kistebreven har på senare år bedrivits av professor Nils-Arvid Bringéus i Lund.